# Конон Баштован
Свети мученик Конон Баштован је био родом из Назарета. Био је благ и незлобив. У време гоњења хришћана од стране цара Деција Трајана мучен је за Христа. Ипак он је оста чврст у хришћанској вери, а незнабожачке судије оштро изобличи због њихове глупости. С ексерима у ногама, везан за кола кнежева, овај светитељ био је вучен све дотле докле није сам изнемогао и пао. Тада се и последњи пут помоли Богу и предаде Му дух свој 251. године.
Српска православна црква слави га 5. марта по црквеном, а 18. марта по грегоријанском календару.